# Tabanus khasiensis
Tabanus khasiensis är en tvåvingeart som beskrevs av Ricardo 1909. Tabanus khasiensis ingår i släktet Tabanus och familjen bromsar. Inga underarter finns listade i Catalogue of Life.